# Eois metriopis
Eois metriopis är en fjärilsart som beskrevs av Edward Meyrick 1897. Eois metriopis ingår i släktet Eois och familjen mätare. Inga underarter finns listade i Catalogue of Life.